# Bartsia trixago
Espèce
Classification APG III (2009)
Bartsia trixago, la Bartsie trixago, Bellardie trixago ou cocrète maritime, est une plante annuelle velue-glanduleuse de la famille des Scrophulariaceae, ou des Orobanchaceae selon la classification phylogénétique. C’est une plante méditerranéenne que l’on trouve communément dans le Midi et en Corse.

## Synonymes
- Bellardia trixago (Linné) Allioni [valide pour ITIS]
- Bartsia bicolor DC.
- Bartsia capensis (Willd.) Spreng.
- Bartsia maxima (Willd.) Pers.
- Bartsia versicolor (Willd.) Pers.
- Euphrasia versicolor (Willd.) Bubani
- Lasiopera rhinanthina Hoffmanns. & Link [nom. illeg.]
- Rhinanthus maritimus Lam.
- Rhinanthus maximus Willd.
- Rhinanthus trixago (L.) L.
- Rhinanthus versicolor Lam.
- Trixago apula Steven
- Trixago carnea[1]

## Dénomination
Pour le genre, voir Bartsia. L'épithète spécifique trixago, désignant en latin une germandrée, est formé du suffixe nominal –ago indiquant une ressemblance et de trix pouvant dériver de trix (thrix) « poil » ou trixos « triple », sachant que B. trixago est une plante poilue.

## Description
La Bartsie trixago dresse une tige raide, simple ou peu rameuse, de 10 à 70 cm de haut, très feuillée.
Ses feuilles sessiles sont opposées  décussées , lancéolées, linéaires, pennatilobées (à grosses dents écartées).
Elle possède une inflorescence dense, visqueuse, réunissant des fleurs de 10-25 mm, à calice renflé en cloche, fendu jusqu’au quart, à 4 dents obtuses, à corolle bilabiée dont la lèvre supérieure rose ou pourpre (voire blanche) est en casque, et dont la lèvre inférieure jaune ou blanche est trilobée, poilue-glanduleuse. Elle fleurit de juin à juillet. La pollinisation est entomogame.
Les fruits sont des capsules poilues, subglobuleuses, égalant presque le calice.

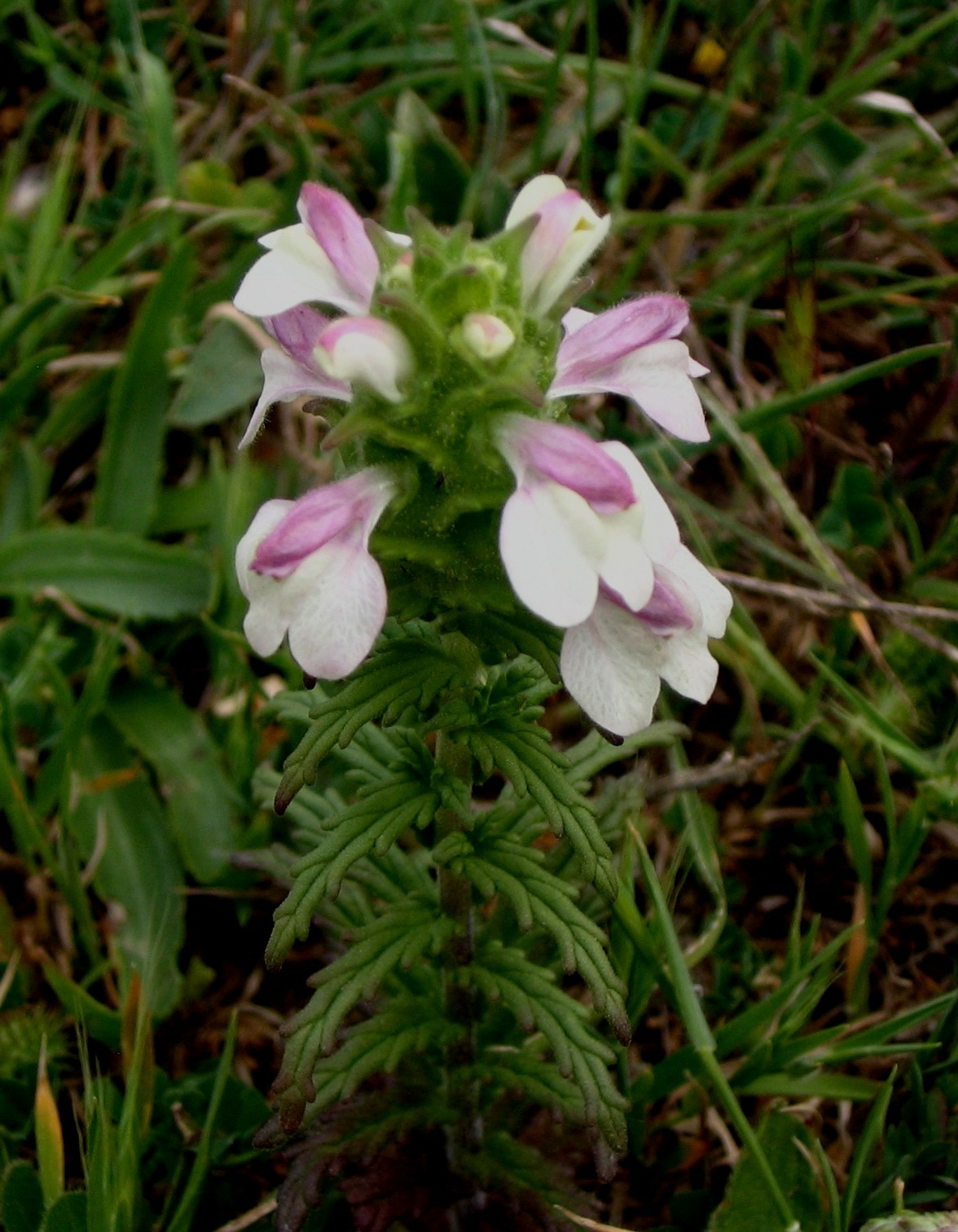
Épi terminal dense et disposition des feuilles caractéristique.
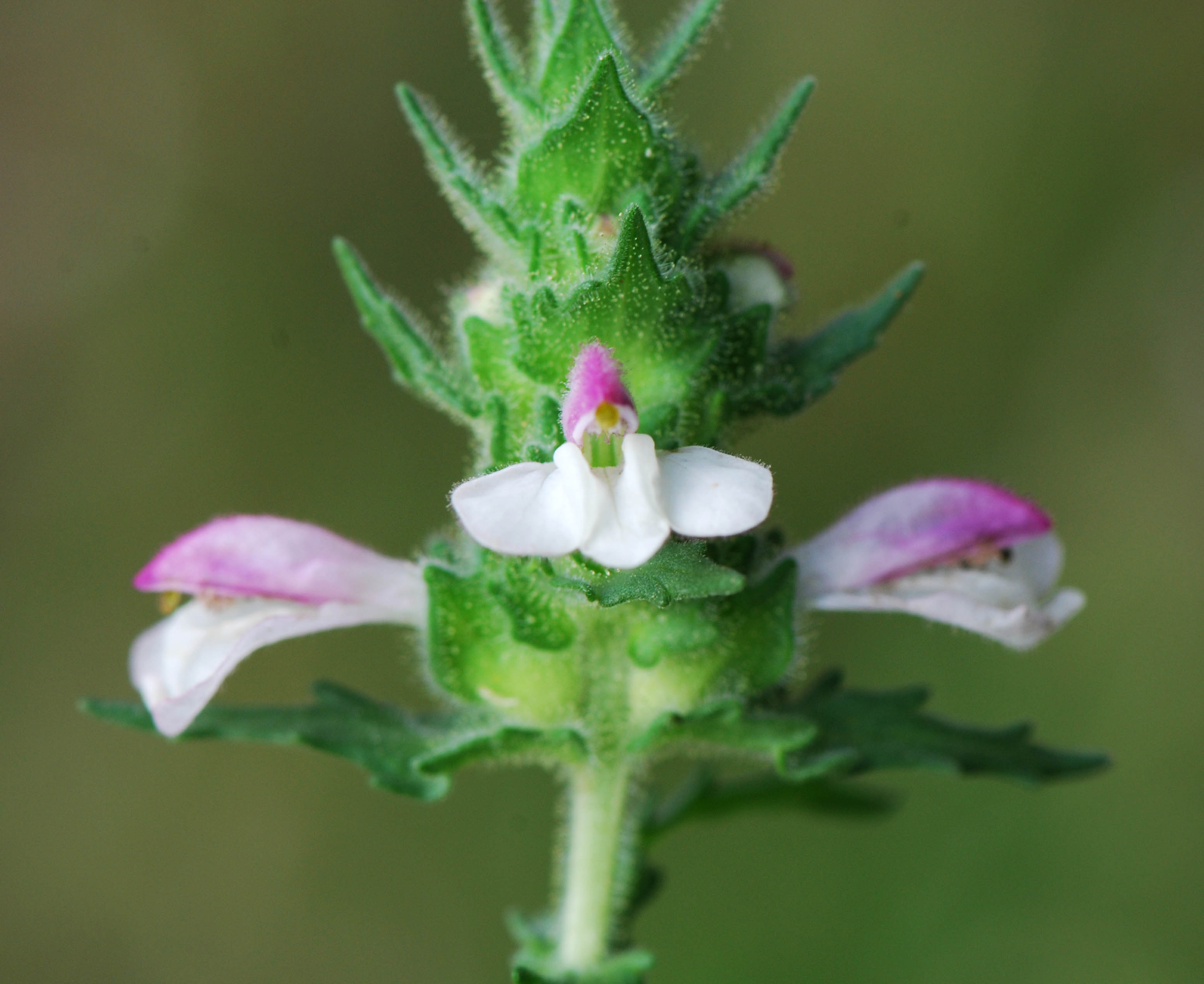
Inflorescence
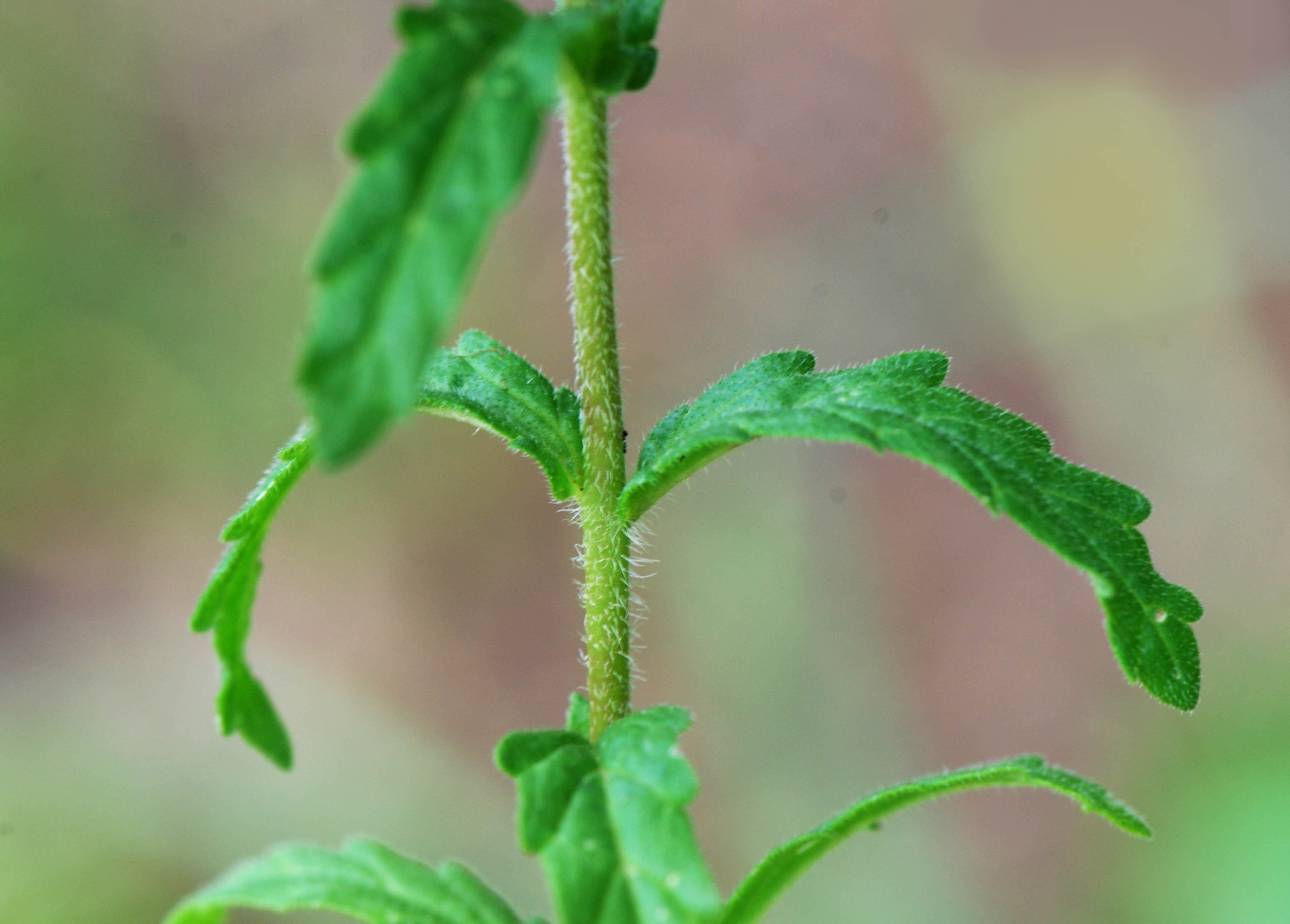
Feuilles

## Aire de répartition
C’est une plante du pourtour méditerranéen : commune en Corse et dans le Midi, mais beaucoup plus rare sur le littoral atlantique.
Elle se rencontre dans les pelouses, les friches, les fruticées basses, les groupements rudéralisés et les lieux sablonneux du littoral.
Cette espèce bénéficie d'un arrêté de protection dans les régions et départements suivants :
PL 44, 49, 53, 72, 85.